# Ferry Porsche
Pour les articles homonymes, voir Ferdinand Porsche (homonymie).
Ferdinand Anton Ernst Porsche, connu sous le nom de Ferry Porsche, né le 19 septembre 1909 à Wiener Neustadt en Basse-Autriche et mort le 27 mars 1998 à Zell am See dans le land de Salzbourg, est un ingénieur autrichien, designer de la Porsche 356 et directeur général de la firme automobile allemande Porsche AG.

## Biographie
Fils de l'ingénieur Ferdinand Porsche, son activité professionnelle a toujours été étroitement liée avec celle de son père qui, en 1931, créa le bureau d'étude Porsche à Stuttgart, en Allemagne.
Ferry et son père Ferdinand ont largement contribué à la réalisation de la Volkswagen Coccinelle, automobile construite par la volonté d'Adolf Hitler, qui leur avait personnellement commandé ce projet pour copier la décision de Benito Mussolini qui avait commandé la Fiat 500 Topolino au sénateur Agnelli, patron de Fiat, deux ans auparavant.
À la fin de la Seconde Guerre mondiale, son père Ferdinand est prisonnier de guerre en France, et il devra sa libération grâce à une très forte rançon versée par l'ingénieur italien Piero Dusio, patron de Cisitalia et ami de Ferry.
Ferry a ensuite pris les rênes de l'entreprise familiale et en utilisant les premiers ateliers de Volkswagen dans un état de délabrement avancé. Il créa la première voiture « signée » Porsche, la 356, en s’appuyant sur la plateforme de la Volkswagen 1200. Le modèle rencontre un franc succès.

## Vie privée
Il épouse Dorothea Reitz (1911-1985) avec qui il a quatre fils : Ferdinand, Gerhard, Hans-Peter (de) et Wolfgang. Il est l'oncle de Ferdinand Piëch, président du groupe Volkswagen de 1993 à 2015.